# Colmar Baehr
Colmar Baehr (* 11. Januar 1834 in Fiddichow in der Uckermark; † 27. November 1894 in Riga) war ein preußischer Opernsänger, Stimmlage Tenor. Baehr führte den Titel Kgl. Hofopernsänger.

## Leben und Wirken
Nach dem Schulbesuch nahm er zunächst eine dreijährige Kaufmannslehre auf und leistete dann seine 3-jähriger Militärdienstzeit in Berlin in der preußischen Garde du Corps ab. Danach schlug er eine künstlerische Laufbahn ein und wurde Opernsänger. Als lyrischer und Spieltenor wirkte er u. a. am Deutschen Theater in Budapest, an der Hofoper in Wien, an der Königlichen Oper in Berlin, am Königlichen Hoftheater in Dresden und von 1872 bis 1882 am Stadttheater Riga.